# إريك غوستافسون (لاعب هوكي الجليد)
إريك غوستافسون (بالسويدية: Erik Gustafsson) هو لاعب هوكي الجليد سويدي، ولد في 14 مارس 1992 في نينس هامن في السويد.

## وصلات خارجية
- إريك غوستافسون (لاعب هوكي الجليد) على موقع دوري الهوكي الوطني (الإنجليزية)
- إريك غوستافسون (لاعب هوكي الجليد) على موقع EliteProspects.com (الإنجليزية)
- إريك غوستافسون (لاعب هوكي الجليد) على موقع Eurohockey.com (الإنجليزية)
- إريك غوستافسون (لاعب هوكي الجليد) على موقع HockeyDB.com (الإنجليزية)
- إريك غوستافسون (لاعب هوكي الجليد) على موقع Hockey-Reference.com (الإنجليزية)